# Warenumsatzstempel
Der Warenumsatzstempel ist der unmittelbare Vorläufer der Reichsumsatzsteuer aus dem Jahre 1918. Damit handelt es sich um die erste moderne Form einer allgemeinen Verbrauchsteuer und die Urform der Umsatzsteuer im Deutschen Reich.
Die Finanznot des Deutschen Reichs im Ersten Weltkrieg kann als Auslöser für den Vorschlag einer Quittungssteuer gelten. Weil das Deutsche Reich ohne ein schlüssiges Finanzkonzept in den Krieg eingetreten war, wurde zunächst versucht, die Kosten durch Kriegsanleihen zu decken, die ebenso wie im Deutsch-Französischen Krieg von 1870/71 durch den besiegten Gegner beglichen werden sollten. Nachdem sich die Hoffnungen auf ein schnelles Kriegsende zerschlagen hatten, stand der Reichstag im Jahre 1916 vor einem Haushaltsdefizit von rund 500 Mio. Mark. Aus diesem Grund legte die Reichsregierung am 13. Juni 1916 eine aus fünf Gesetzesentwürfen bestehende sogenannte Kriegssteuervorlage dem Reichstag vor. Eine dieser Vorlagen sah die Einführung eines Quittungsstempels vor. Diese Vorlage wurde indes sowohl im Reichstag als auch durch die Presse heftigst kritisiert. Aufgrund zahlreicher Detailfragen wurde die Beratung dieses Quittungssteuerentwurfs einer besonderen Kommission zur Überarbeitung der Gesetzesvorlage überwiesen.
Diese Kommission nahm am 12. April 1916 ihre Arbeit auf, wobei unmittelbar zu Beginn der Beratungen der Antrag Nr. 19 (Warenumsatzstempel) durch den Abgeordneten der Zentrumspartei Richard Müller aus Fulda eingebracht wurde. Bei diesem Antrag handelte es sich um einen Gesetzesentwurf, bei dem der gewerbliche Warenumsatz ab 3000 Mark mit einer Steuer von 0,1 Prozent belegt werden sollte. Dieser Gedanke einer umsatzabhängigen Steuer war durch den Berliner Warenhausbesitzer Oscar Tietz, dessen Warenhäuser nach der Arisierung des Unternehmens während der NS-Diktatur später den Namen Hertie tragen sollten, vermittelt worden, der die Rentabilität einer solchen Steuer auf Grund seiner Erfahrungen mit den kommunalen Warenhaussteuern einzuschätzen wusste.
Der neue Entwurf eines Warenumsatzstempels trat bereits in der ersten Verhandlung der Kommission an die Stelle des Entwurfs eines Quittungsstempels. Gegen die Stimmen der sozialdemokratischen Abgeordneten und mit einigen Änderungen wurde der Entwurf von der Mehrheit der Kommission dem Reichstag zur Verabschiedung empfohlen. Auch im Reichstag wandten sich die Abgeordneten der SPD gegen die Verabschiedung des Warenumsatzstempels als einer allgemeinen Verbrauchsteuer, da eine solche Steuer nicht am Leistungsfähigkeitsprinzip ausgerichtet und damit die ärmere Bevölkerung verhältnismäßig stärker belaste als direkte Steuern, die im Gegenzug vorgeschlagen wurden.
An der zweiten Lesung des Gesetzesentwurfs nahm auch bereits Dr. Johannes Popitz teil, der später als Referent im Reichsschatzamt als Schöpfer der Reichsumsatzsteuer die Umsatzbesteuerung maßgebend mitprägen sollte.
Das Gesetz wurde am 5. Juni 1916 im Reichstag verabschiedet, durch Kaiser Wilhelm II. im Großen Hauptquartier in Spa (Belgien) im Namen des Reichs eigenhändig unterzeichnet und trat am 1. Oktober 1916 in Kraft.
Der Warenumsatzstempel wurde in Tarifnummer 10 und den §§ 76 ff. des Reichsstempelgesetzes eingefügt. Von seiner Systematik regelt er zwei Steuern: zum einen den so genannten Umsatzstempel auf inländische Warenlieferungen, die einen jährlichen Umsatz von 3000 Mark übersteigen und zum anderen den Quittungsstempel auf nicht gewerbliche Warenlieferungen aus privater Hand im Wert über 100 Mark. Steuerpflichtiger war für beide Steuerarten der Empfänger der Zahlungen.
Steuerobjekt und damit Anknüpfungspunkt waren Warenumsätze in Form bezahlter Warenlieferungen.
Als Bemessungsgrundlage diente dem Umsatzstempel die Jahresaufstellung der Gewerbetreibenden über die gelieferten Waren. Beim Quittungsstempel war es der auf der Empfangsbestätigung (Quittung) angegebene Warenwert.
Der Bundesrat hat neben Ausführungsbestimmungen auch noch Auslegungsgrundsätze verabschiedet, um den Gewerbetreibenden Hinweise zur Handhabung der neuen Steuer zu geben.
Im letzten Kriegsjahr waren die finanziellen Reserven des Reiches nahezu vollständig aufgebraucht. Die Reichsregierung brachte daher am 20. April 1918 eine umfassende Steuerreform von 11 Steuervorlagen in den Reichstag ein. Darunter befand sich auch der Entwurf einer Reichsumsatzsteuer, die am 1. August 1918 in Kraft trat. Der Warenumsatzstempel hatte somit gerade mal 22 Monate bestanden. Die Gesamteinnahmen beliefen sich auf rund 225 Mio. Mark.